# A primera hora
A primera hora fue un noticiero matinal transmitido por Latina Televisión en 2001 y luego de 2009 a 2011.

## Historia

### Primer periodo
El primer periodo del noticiero se emitió en el año 2001 con la conducción de Jaime Chincha, Beatriz Alva Hart y en los espectáculos con Lucero Sánchez, debido a la baja audiencia solo duró ese año.

### Segundo periodo
El segundo periodo salió al aire el lunes 8 de junio de 2009 con la conducción de Aldo Mariátegui y Mónica Delta, siendo reemplazada a inicios de 2010 por Claudia Cisneros cuando Delta comenzó a conducir la edición central del noticiero estelar 90 segundos. Mariátegui fue reemplazado a inicios de 2011 por Mario Saldaña y, luego, renunció Cisneros en marzo de dicho año y tomó su lugar Jessica Tapia que condujeron el noticiero hasta su fin el 11 de noviembre de 2011. Fue reemplazado por otro noticiero matinal llamado Abre los ojos conducido por Beto Ortiz de 2011 a 2013 y, posteriormente desde 2013, 90 matinal. Así mismo, la secuencia de espectáculos se independizó del noticiero y se creó Espectáculos que duró de 2011 a 2018.

## Presentadores

### Generales
- Jaime Chincha (2001)
- Beatriz Alva Hart (2001)
- Aldo Mariátegui (2009-2011)
- Mónica Delta (2009-2010)
- Claudia Cisneros (2010-2011)
- Mario Saldaña (2011)
- Jessica Tapia (2011)

### Espectáculos y afines
- Lucero Sánchez (2001)
- Sofía Franco (2009-2011)